# Ángela Garzón
Angela Sofía Garzón Caicedo (Bogotá, 28 de mayo de 1977) es una política colombiana, Filósofa de la Universidad Nacional de Colombia. Fue concejal de Bogotá por el partido Centro Democrático (Colombia)

## Biografía
Angela Garzón nació en Bogotá, capital de la República de Colombia, es hija del dirigente sindical, exministro, exgobernador y exvicepresidente Angelino Garzón.
En 1996, recién graduada del colegio, decidió estudiar ciencias políticas en la Universidad Nacional de Colombia, pero al año de ingresar, se cambió a la carrera de Filosofía de la misma institución, Sus estudios se vieron interrumpidos un año, luego de la muerte de su hermana, cuando decidió vivir en Nueva York y luego en Praga, República Checa.
Al finalizar sus estudios universitarios, con énfasis en las áreas de filosofía política y analítica, realizó las pasantías correspondientes en la Dirección de Derechos Humanos y Derecho Internacional Humanitario de la Cancillería. Luego trabajó en la Comisión Nacional de Televisión como asesora de contenidos y de desarrollo en la televisión pública y comenzó estudios de Especialización en negocios y relaciones internacionales de la Universidad de los Andes.
Posteriormente trabajo como investigadora en proyectos de la Agencia de los Estados Unidos para el Desarrollo Internacional, USAID, con comunidades vulnerables, fue subdirectora de Proyección Internacional en la Dirección Distrital de Relaciones Internacionales de la Alcaldía Mayor de Bogotá, directora de relaciones públicas del Banco de Occidente, Secretaria Social y de Participación Ciudadana del Partido Liberal en 2013 y gerente de la campaña al Congreso de la República por el Partido Liberal para las elecciones del año 2014.
En las elecciones para llegar al Concejo de Bogotá en el periodo 2016-2019, hizo parte de la lista cerrada por el Centro Democrático que obtuvo una votación de 271.828 votos.
En febrero de 2019 fue seleccionada como candidata a la Alcaldía de Bogotá por el Centro Democrático.
El 22 de julio de 2019 presentó renuncia al Centro Democrático y a su curul en el Concejo de Bogotá, luego de que la directora de su partido anunciara el apoyo al candidato Miguel Uribe Turbay.
El 5 de agosto de 2019 anunció su apoyo al candidato a la Alcaldía de Bogotá por el movimiento independiente Bogotá para la Gente Carlos Fernando Galán, convirtiéndose en su Jefe de Debate.
Carlos Fernando Galán, con la ayuda de Ángela Garzón y David Luna, tuvo una votación de más de un millón de votos en las elecciones regionales del 27 de octubre de 2019, quedando de segundo por tan solo 2% de los votos ante Claudia López, una votación que fue considerada histórica para un movimiento independiente que no contaba con el respaldo de ningún partido político.